# Пчольник
Пчо́льник (рос. Пчельник, башк. Пчельник) — присілок у складі Біжбуляцького району Башкортостану, Росія. Входить до складу Біжбуляцької сільської ради.
Населення — 56 осіб (2010; 56 в 2002).
Національний склад:
- чуваші — 93 %